# Al-Karají
Abu-Bakr ibn Muhammad ibn al-Hussayn (o al-Hàssan) al-Karají (o al-Karkhí) (àrab: أبو بکر محمد بن الحسن الکرجي, Abū Bakr Muḥammad b. al-Ḥasan al-Karjī), més conegut simplement com al-Karají (Karaj o Bagdad, 13 d'abril de 953 - ?, 1029), fou un matemàtic àrab de finals del segle x i començaments del xi.

## Vida i obra
No es coneix res del cert de la seva vida, fins al punt que no hi ha acord sobre la seva nisba: si fos (com s'ha imposat entre els estudiosos) al-Karají, voldria dir que era originari de la ciutat de Karaj, molt propera a Teheran; mentre que si la nisba fos al-Karkhí, seria originari de Karkh, un barri de Bagdad. Els manuscrits que es conserven de les seves obres no són concloents, ja que contenen les dues nisbes de manera alternativa.
El que se sap és que va viure a Bagdad la major part de la seva vida i que va ser en aquesta ciutat on va escriure els seus llibres matemàtics. Això no obstant, a una edat avançada, va abandonar Bagdad per retirar-se als “països de la muntanya”, on va deixar les matemàtiques i es va interessar per temes d'enginyeria com l'excavació de pous.
Els seus llibres fonamentals són: Al-fakhrí ('El meravellós'), Kafi fi-l-hissab ('Suficient en aritmètica') i Badí fi-l-hissab. L'aportació més original d'Al-Karají és la forma de presentar l'àlgebra, més vinculada al càlcul que a la geometria. Segons l'Al-fakhrí, la finalitat de l'àlgebra és la «determinació dels desconeguts a partir dels coneguts» i, per aconseguir-ho, utilitza totes les tècniques de l'aritmètica. Comença amb un estudi sistemàtic de l'àlgebra dels exponents per poder establir procediments generals per sumar, restar i multiplicar polinomis. La divisió no la pot resoldre en la seva forma més general, per la incapacitat de tractar els nombres negatius, però amb els seus mètodes es pot dividir un polinomi per un monomi.
El valor i la influència de la seva obra ha estat molt discutit i, tot i que és cert que la seva obra no té característiques originals, també és cert que la forma de presentar i solucionar els problemes és molt original, i aconsegueix separar l'àlgebra de la geometria, per convertir-la en un càlcul aritmètic. Dues seran les preocupacions fonamentals d'Al-Karají: trobar mètodes més generals per resoldre les equacions i augmentar el nombre de casos que poden existir per examinar-ne les condicions de solució. Això el portarà a l'estudi, per exemple, del binomi i a una construcció molt primitiva del triangle de Pascal.
Aquesta nova direcció vers el càlcul serà molt ben entesa pels seus seguidors, fonamentalment per as-Samàwal, que seguiran treballant en aquesta manipulació algebraica, que acabarà arribant a Occident mitjançant Leonardo de Pisa (Fibonacci).

## Obres
- Extrait du Fakhrî: traité d'algèbre (Introducció i edició de Franz Woepcke). Imprimerie Imperiale. Paris, 1853
- Badīʻ fī al-ḥisāb. (Edició dʻĀdil Anbūbā). Manshūrāt al-Jāmiʻah al-Lubnānīyah, 1964[9]
- Kâfî fîl Hisâb (Suficient en aritmètica). Edició d'Adolf Hochheim. L. Nebert, 1878